# U-Bahnhof Herne Bahnhof
Der U-Bahnhof Herne Bahnhof ist eine am Bahnhof Herne gelegene U-Bahn-Station der Stadtbahn Bochum. Er wurde am 2. September 1989 eröffnet. Er wird durch die Linie U35 bedient. Die Normalspurstrecke führt nach Norden bis Schloss Strünkede und nach Süden über den Hauptbahnhof Bochum zum Bochumer Stadtteil Hustadt – zuvor wird an der Ruhr-Universität gehalten. Der Eingang befindet sich unmittelbar östlich vom Herner Bahnhof am dortigen Busbahnhof. Er verfügt über einen Mittelbahnsteig und zwei Fahrstühle.
| Linie | Linienverlauf | Takt (Mo–Fr) |
| ----- | --- | ------------ |
| U 35  | U Herne, Schloß Strünkede – U Herne Bf – U Herne Mitte – U Archäologie-Museum/Kreuzkirche – U Hölkeskampring – U Herne, Berninghausstraße – U Bochum, Rensingstraße – U Riemke Markt – U Zeche Constantin – U Feldsieper Straße – U Deutsches Bergbau-Museum – U Bochum Rathaus (Nord) – U Bochum Hbf – U Oskar-Hoffmann-Straße – U Waldring – Wasserstraße – Brenscheder Straße – Markstraße – Gesundheitscampus – Ruhr-Universität – Lennershof BO – Bochum Hustadt (TQ) Die Linie U 35 heißt auch „CampusLinie“ | 10 min       |